# Florent Collin
Pour l’article homonyme, voir Collin.
Florent Collin, né le 30 septembre 1817 à Paris 12e et mort le 26 janvier 1897 à Paris 13e, est un tapissier et homme politique français.

## Biographie
Admis élève aux Gobelins, en 1833, Collin a obtenu plusieurs médailles aux différents concours de dessin, et, en 1849, une médaille d’argent à l’exposition au Palais-Royal. Nommé sous-chef de deuxième classe, en 1864, et de première classe, en 1866, il a obtenu une médaille d’argent à l’Exposition universelle de 1867. Jeune encore au moment de la Révolution de 1848, il a pris une part active à la lutte qui a mené à l’instauration de la Deuxième République en France. Redescendu dans la rue, lors du coup d'État du 2 décembre 1851, le député Baudin est tué à ses côtés sur la barricade du faubourg Saint-Antoine.
Pendant le Second Empire, trompant la vigile d’une police toujours soupçonneuse et toujours en éveil, il a été activement mêlé au mouvement démocratique, appartenant à toutes les associations, tous les groupes, où les républicains échappés aux massacres de décembre luttaient contre le régime de Napoléon III. Il s’est également beaucoup occupé des questions ouvrières. En 1857, il a fondé la société civile coopérative de consommation « les Équitables ». Il compte également au nombre des fondateurs de la bibliothèque populaire du 5e arrondissement.
Nommé, après la proclamation de la République, le 4 septembre 1870, maire-adjoint au 5e arrondissement de Paris, par le gouvernement de la Défense nationale, il fait partie du comité de l’Instruction publique et du comité de l’Assistance patriotique. Élu maire-adjoint au 5e arrondissement de Paris, le 4 novembre 1870 suivant, il est chargé des subsistances pendant le siège de Paris, et organise la distribution des maigres secours que la capitale assiégée pouvait alors péniblement distribuer aux malheureux. Lors du bombardement, il ne quitte plus la mairie de jour ou de nuit, organisant les ambulances, les postes de brancardiers, et faisant nourrir cinq mille six cents enfants dans les écoles.
Lors de l’insurrection du 18 mars, déclenchée par la décision du gouvernement Thiers de reprendre les canons pris par les Parisiens aux Prussiens pendant le siège de la ville, qui marque le début de la Commune de Paris, six pièces de canon ont été braquées devant la mairie. Resté seul à son poste, Collin a rempli les fonctions de maire. Arrêté dans son bureau par ordre du Comité central, il parvient à s’échapper et se met en relation avec l’amiral Saisset. De nouveau arrêté et conduit devant Raoul Rigault et le général Duval, ce dernier lui déclare que le comité l’a condamné à mort, pour avoir blâmé l’expédition contre Versailles, dans la réunion des maires du 20e arrondissement, et incarcéré à la Conciergerie. Après le rétablissement du gouvernement légal, le maire, pour le récompenser de son civisme, a jugé à propos de l’éloigner de la mairie du 5e arrondissement, où il était resté le dernier sur la brèche.
L’ayant vu à l’œuvre, les habitants du quartier l’ont néanmoins choisi pour leur mandataire à l’Hôtel de Ville, où il siégeait à l’extrême-gauche. Partisan des réformes sociales et de l’autonomie communale, il s’est néanmoins abstenu dans certains votes, comme le blâme contre le préfet de police Ernest Camescasse, contre l’ordre du jour de blâme de la politique de Jules Ferry à l’égard de Paris. Les connaissances techniques de sa profession de chef d’atelier de haute lisse à la manufacture des Gobelins, de 1875 à 1891, lui ont, en outre, permis de rendre de nombreux services au conseil municipal, notamment comme représentant, de 1871 à 1889, du quartier du Jardin-des-Plantes à la Commission des Beaux-arts, ainsi que comme président de la Commission de surveillance de l’école Estienne.
Ferme et dévoué républicain en politique, libre-penseur en philosophie, il a reçu, à sa mort après une courte maladie, des obsèques civiles.

## Distinction
- Chevalier de la Légion d'honneur